# Anna Anderson

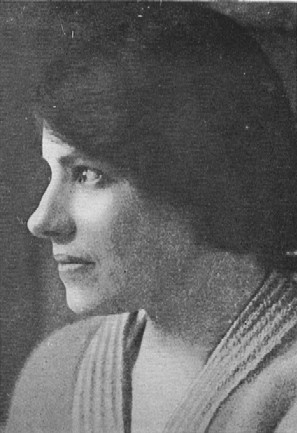
Anna Anderson

Anna Anderson (ur. 22 grudnia 1896, zm. 12 lutego 1984) – kobieta podająca się za cudem ocalałą carewnę Anastazję.
17 lutego 1920 roku w Berlinie uratowano przed samobójstwem kobietę, po czym skierowano ją do szpitala psychiatrycznego Dalldorf, gdzie przebywała dwa lata. Nie podała, jak się nazywa, więc pielęgniarki nazywały ją Panną Nieznaną (Fräulein Unbekannt). Bezimienna pensjonariuszka zaczęła podawać się za cudem ocaloną carewnę Anastazję. Nazwano ją Anna Anderson. Jej wersja wydarzeń znalazła grono wiernych wyznawców, choć ustalenia wynajętego przez księcia Ernesta Heskiego (brata carycy Aleksandry Fiodorowny Romanowej) detektywa wskazywały na to, że była robotnicą fabryczną spod Gdańska Franciszką Szankowską, urodzoną w 1896 roku. Annę cechowała niezwykła arogancja i agresja niepodobna do zachowania carskiej córki. Zaczęło to budzić podejrzenia. Anna nie umiała mówić po rosyjsku, chociaż rozumiała ten język, nie znała francuskiego i angielskiego, którymi carskie dzieci dobrze się posługiwały. W latach trzydziestych wszczęto postępowanie sądowe dla udowodnienia jej tożsamości, które zakończyło się w 1970 roku uznaniem Anny Anderson za oszustkę. W 1968 poślubiła historyka i milionera Johna Manahana.
Przeprowadzone po śmierci w 1984 roku Anny Anderson badania DNA wykluczyły jej pokrewieństwo z rodziną Romanowów.

## Nawiązania w kulturze
W 1954 roku powstała sztuka teatralna o losach uratowanej księżniczki Anastazji. W 1956 roku na ekrany wyszedł film Anastazja z Ingrid Bergman w tytułowej roli.
W 1986 roku powstał film telewizyjny oparty na losach Anny Anderson pt. Anastazja: Tajemnica Anny, z Amy Irving w roli tytułowej Anny.